# Princesse de rien
Albums de Robert
Sine Celle qui tue
Princesse de rien est le second album studio de la chanteuse française Robert sorti en 1997 chez Karina Square, il fut distribué notamment par l'intermédiaire du Mylène Farmer International Fan-Club. Cet album fut réédité en 2000 et 2007 chez DEA.

## Liste des titres

### 1reédition- 1997
1. Psaume (Traditionnel / Robert) 1:04
2. Triste et sale (Robert) 3:27
3. Dans la cité nouvelle (Robert) 3:15
4. Colchique mon amour (Robert - Mathieu Saladin) 4:13
5. Le model (Robert - Mathieu Saladin / Robert) 4:12
6. Tout ce qu'on dit de toi (Robert - Mathieu Saladin) 3:33
7. Nature morte (Robert - Mathieu Saladin / Robert) 3:52
8. Qui saura l'aimer (Robert - Mathieu Saladin / Robert) 3:13
9. Louis (Robert - Jean Roulet) 4:02
10. Les couleurs (Robert - Mathieu Saladin) 3:38
11. Question de philosophie (Robert - Mathieu Saladin) 4:02
12. L'écharpe (Maurice Fanon) 3:34

### 2eédition- 2000
1. L'appel de la succube (Amélie Nothomb - Mathieu Saladin) 2:55
2. Mon amour (colchique) (Robert - Mathieu Saladin) 4:26
3. Princesse de rien (Robert) 3:40
4. Louis (Robert - Jean Roulet) 3:36
5. Le model (Robert - Mathieu Saladin / Robert) 4:14
6. Tout ce qu'on dit de toi (Robert - Mathieu Saladin) 3:26
7. Question de philosophie (Robert - Mathieu Saladin) 4:04
8. Nature morte (Robert - Mathieu Saladin / Robert) 3:54
9. Qui saura l'aimer (Robert - Mathieu Saladin / Robert) 3:09
10. Les couleurs (Robert - Mathieu Saladin) 3:42
11. Dans la cité nouvelle (Robert) 3:18
12. L'écharpe (Maurice Fanon) 3:38
13. Psaume (Traditionnel / Robert) 1:08
14. Nickel (Tout ce qu'on dit de toi) (Robert - Mathieu Saladin) 2:55

### 3eédition- 2007
1. L'appel de la succube (Amélie Nothomb - Mathieu Saladin) 2:55
2. Colchique mon amour (Robert - Mathieu Saladin) 4:26
3. Princesse de rien (Robert) 3:40
4. Louis (Robert - Jean Roulet) 3:36
5. Le model (Robert - Mathieu Saladin / Robert) 4:14
6. Tout ce qu'on dit de toi (Robert - Mathieu Saladin) 3:26
7. Question de philosophie (Robert - Mathieu Saladin) 4:04
8. Nature morte (Robert - Mathieu Saladin / Robert) 3:54
9. Qui saura l'aimer (Robert - Mathieu Saladin / Robert) 3:09
10. Les couleurs (Robert - Mathieu Saladin) 3:42
11. Dans la cité nouvelle (Robert) 3:18
12. L'écharpe (Maurice Fanon) 3:38
13. Psaume (Traditionnel / Robert) 1:08
14. Nickel (Tout ce qu'on dit de toi) (Robert - Mathieu Saladin) 2:55
15. Amanite (Robert - Mathieu Saladin) 3:26
  - remix Nickel par S. et K. Braque
16. Dynamite (Robert - Mathieu Saladin) 4:49
  - remix Nickel par S. et K. Braque

+ bonus cd-rom : 13 instrumentaux (format mp3), Robert interviewée par Amélie Nothomb, 3 versions Karina Square (1997) : Triste et sale, Colchique mon amour et Tout ce qu'on dit de toi

## Crédits
Réalisation et arrangements : Robert et Mathieu Saladin 

Viole de gambe, clavecin et flûte baroque : Jérôme Hantaï 

Computer : Mathieu Saladin 

Mixage : Mathieu Saladin, Hervé Le Coz 

Enregistré au studio L.C.I. 

Mastering : Christophe Brunet

## Singles
- "Princesse de rien"
- "Colchique mon amour"
- "Nickel"